# Papá Corazón se quiere casar
Papá Corazón se quiere casar es una película de Argentina filmada en Eastmancolor dirigida por Enrique Cahen Salaberry según el guion de Abel Santa Cruz, que se estrenó el 6 de junio de 1974 y que tuvo como actores principales a Norberto Suárez, Andrea Del Boca y Laura Bove.
Es una adaptación del teleteatro Papá Corazón.

## Sinopsis
Una huerfanita trata por todos los medios que su padre no se case con una mujer ambiciosa.

## Reparto
- Norberto Suárez (1942-2012), como Maximiliano de María.
- Andrea del Boca (1965-), como Angélica Pinina de María.
- Laura Bove (1946-2020), como Camila.
- Elcira Olivera Garcés (1924-2016), como Tía Peluca.
- Liliana Benard (1950-), como la Hermana Renata.
- Julián Bourgués (c. 1910-1976)
- Augusto Codecá (1906-1978)
- Diana Ingro (1917-2017)
- Elizabeth Killian (1939-)
- Nelly Prono (Asunción, 1926 - Buenos Aires, 1997), como la madre superiora.
- Jorge de la Riestra (1912-1988)
- Tristán (1937-2023)

## Comentarios
AMR, en el diario La Prensa escribió:

La formulación fílmica es de extrema pobreza.

La Nación opinó: 

Cuando apunta a la nota humorística logra los mejores momentos... En cambio los pasajes melodramáticos resultan chocantes.

El diario Noticias escribió: 

Pobre piba. Sufre y llora también en el cine.